# Gasthaus Sonne (Gossau SG)

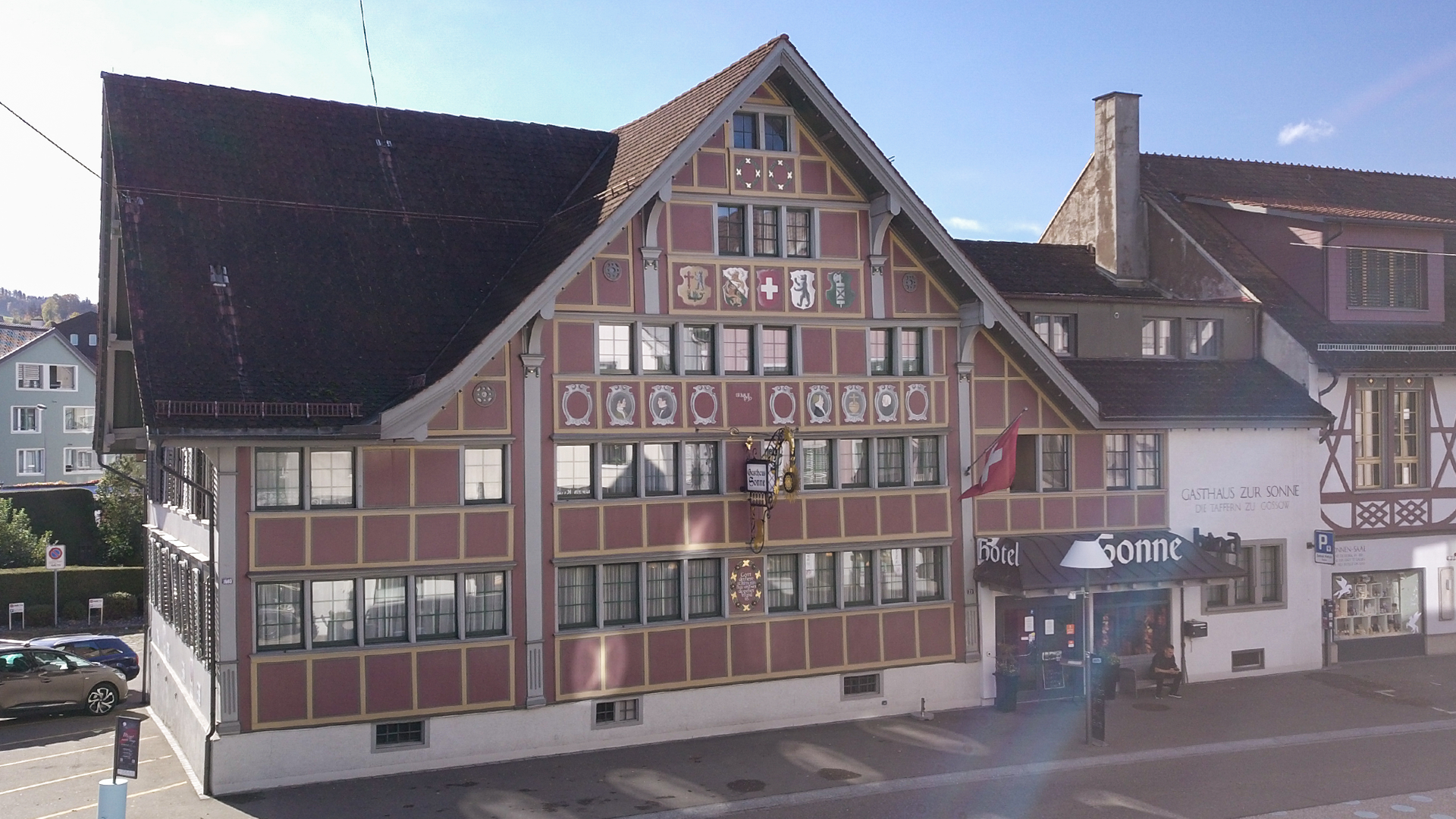
Das Gasthaus Sonne in Gossau SG. Aufnahme aus dem Jahr 2023.

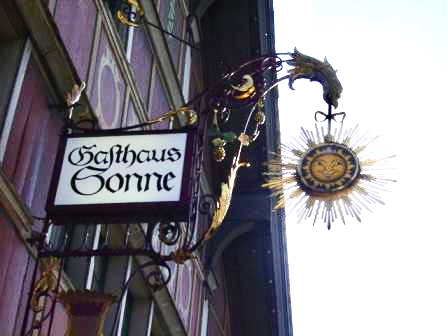
Beschilderung Gasthaus Sonne in Gossau

Eine Sonne ist das erstbeurkundete Gasthaus in Gossau SG in der Schweiz. Bereits im 15. Jahrhundert wird es als Taverne und Ort des Gerichtes erwähnt. Um das Jahr 1644 ging dieses Gebäude in Flammen auf. Die Statthalterei St. Gallen verkaufte daraufhin die ganze Liegenschaft mit ungefähr 13 Jucharten (was nach heutiger Rechnung etwa 4,5 Hektaren gewesen sein dürften) um 1000 Gulden an den Vorarlberger Jakob Schärtler, in dessen Familie sie lange Zeit verblieb.

## Architektonische Merkmale
Der jetzige Bau mit der breitausladenden nördlichen Front und den bunten Malereien stammt aus dem Jahr 1730. Er wurde für Karl Schärtler, Ammann in Gossau, erstellt. Beim Dorfbrand von 1731 blieb das Gasthaus verschont. Ein 1906 anstelle einer herrschaftlichen Scheune angebauter Saaltrakt diente ab 1963 bis in die jüngste Gegenwart als beliebter Versammlungsort.
Die «Sonne» gehört zu den prominentesten Gossauer Gasthäusern. Sie liegt auf der südlichen Zeile der St. Gallerstrasse und grenzt mit ihrer Ostseite an die Rückfront des «Schwarzen Adlers». Das stattliche Haus mit Kreuzgiebeldach und vertäferter und bemalter Nordfassade ist gestrickt. Die heutige Liegenschaft misst noch immer eine Fläche von 1203 Quadratmetern, wovon 681 Quadratmeter vom Gebäude beansprucht werden.